# Neil Doyle
Neil Doyle (Dundrum, 29 aprile 1978) è un arbitro di calcio irlandese.

## Carriera
Diviene internazionale nel 2011. Ha diretto 5 partite internazionali, di cui 2 di Europa League.